# Incilius spiculatus
Espèce
Synonymes
- Bufo spiculatus Mendelson, 1997

Statut de conservation UICN

 EN B1ab(iii) : En danger
Incilius spiculatus est une espèce d'amphibiens de la famille des Bufonidae.

## Répartition

Distribution

Cette espèce est endémique de l'État d'Oaxaca au Mexique. Elle se rencontre entre 800 et 1 689 m d'altitude sur le versant Nord de la Sierra Juárez et dans la Sierra Mixe.

## Description
Les mâles mesurent jusqu'à 71,4 mm et les femelles jusqu'à 103,0 mm.

## Publication originale
- Mendelson, 1997 : A New Species of Toad (Anura: Bufonidae) from Oaxaca, Mexico with Comments on the Status of Bufo cavifrons and Bufo cristatus. Herpetologica, vol. 53, no 2, p. 268-286 (texte intégral).